# ド・ラ・ヴィラ・チュレ植物園

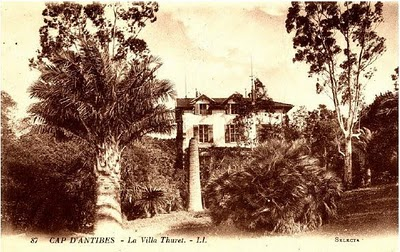
1889年のド・ラ・ヴィラ・チュレ植物園

ド・ラ・ヴィラ・チュレ植物園またはチュレ邸植物園（Jardin botanique de la Villa Thuret）はフランス南東部、地中海沿いのプロヴァンス＝アルプ＝コート・ダジュール地域圏、アルプ＝マリティーム県、アンティーブにある植物園である。3.5ヘクタールの広さで、平日無料で公開されている。

## 歴史
藻類を専門とする植物学者、ギュスターヴ・チュレ（Gustave Adolphe Thuret、1817年–1875年）が1857年から住んだ邸内に珍しい植物を集めたのに始まる。チュレの没後、共同研究者のボルネ（Jean-Baptiste Édouard Bornet）が共同研究のまとめのためにしばらく邸は使われた。1877年にチュレの義理の妹によってフランス政府に寄付された。しばらくは教育省が管理し、1923年から農業省に管理が移された。
1878年に初代の園長にシャルル・ノーダンが任じられたが、資金不足のため半ば放置され、ノーダンの没した後、1899年からポワロー（Georges Poirault）によって再建と増強が行われた。
現在、栽培されている植物は世界各国から集められた地中海気候に適応した樹木が主で、温室で育てられた植物も気候順応の後野外に移された。131科、144属、1600種の2500の樹木などが栽培されている。

## 植物園の画像

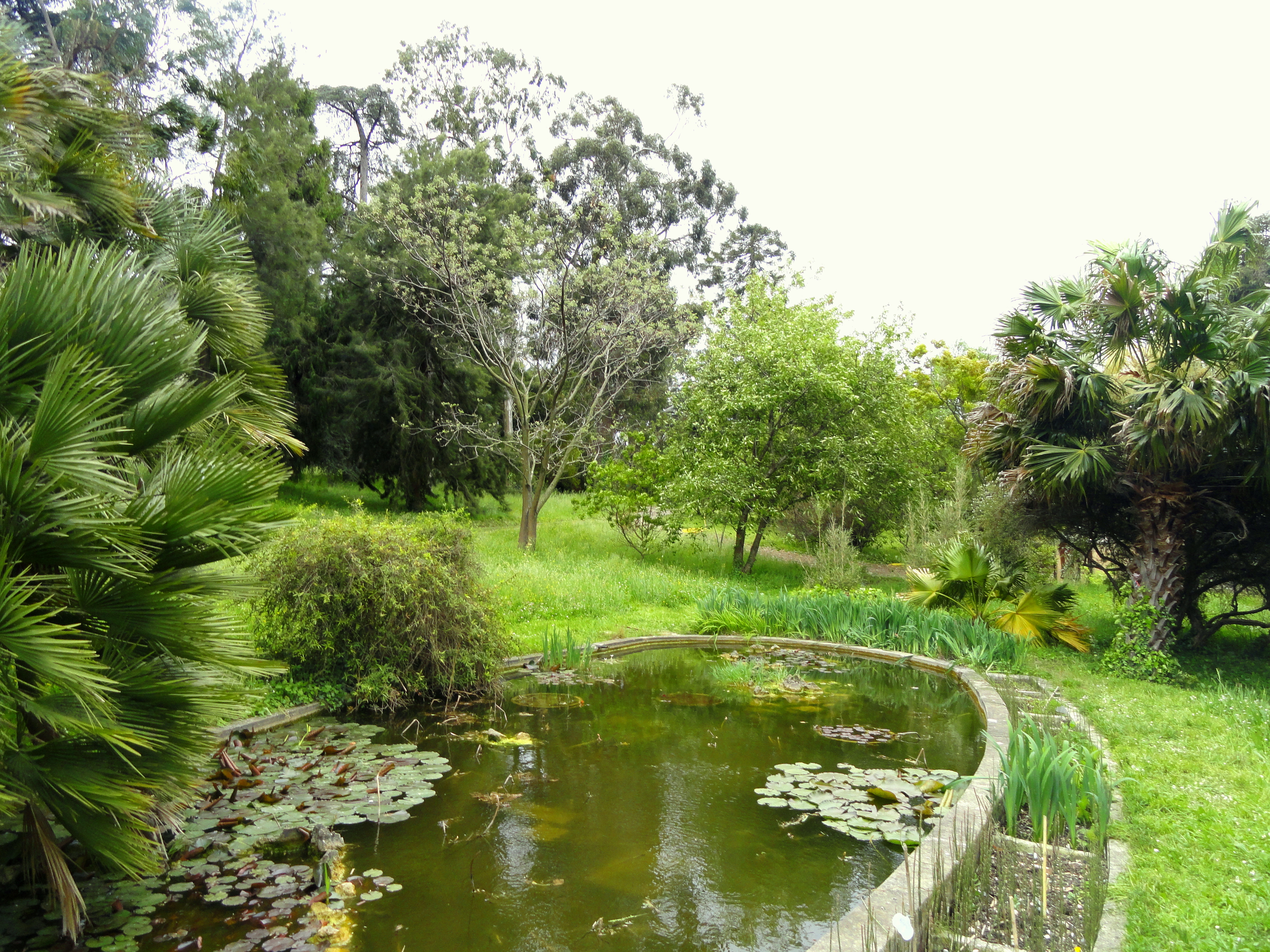
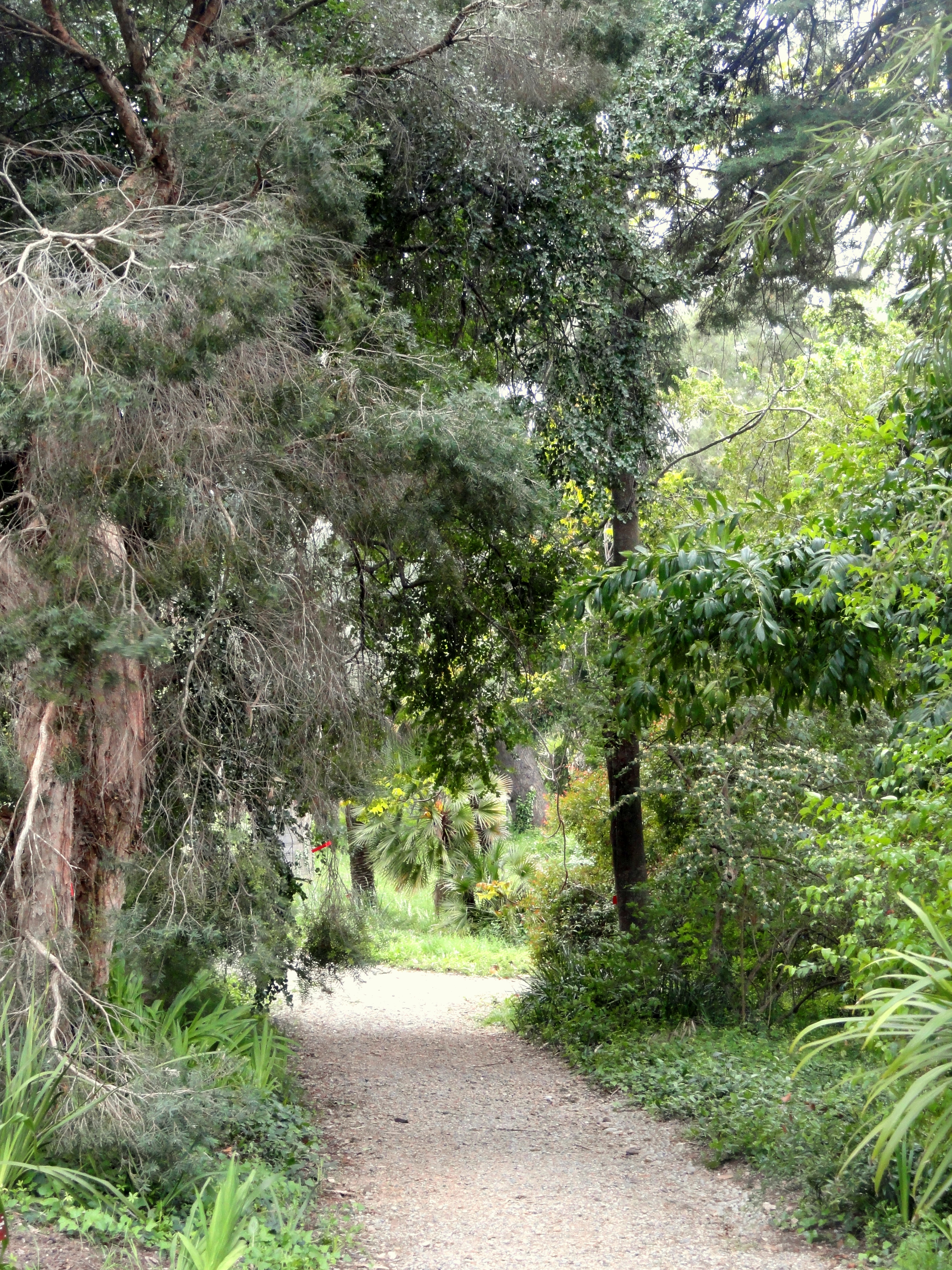
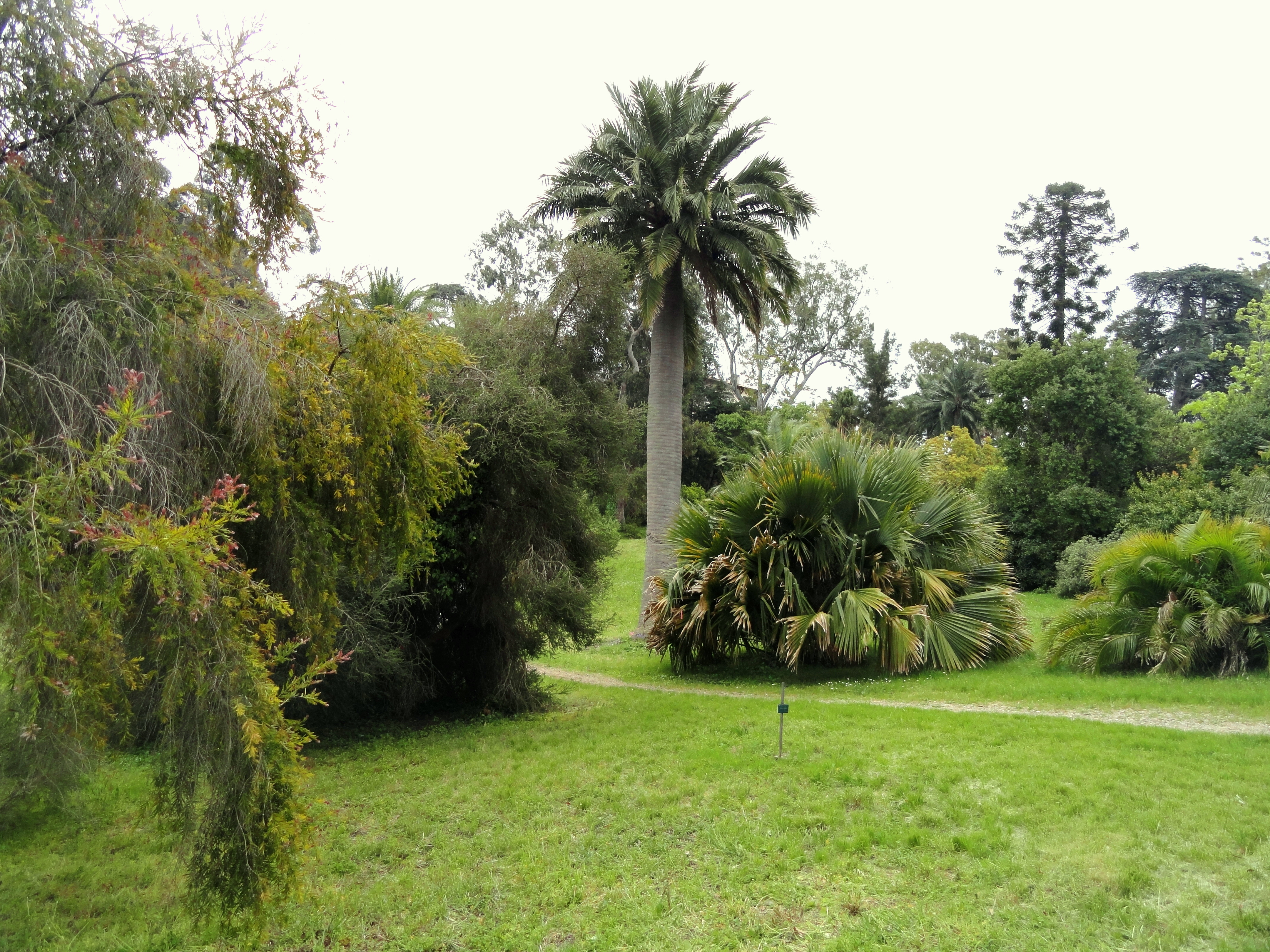
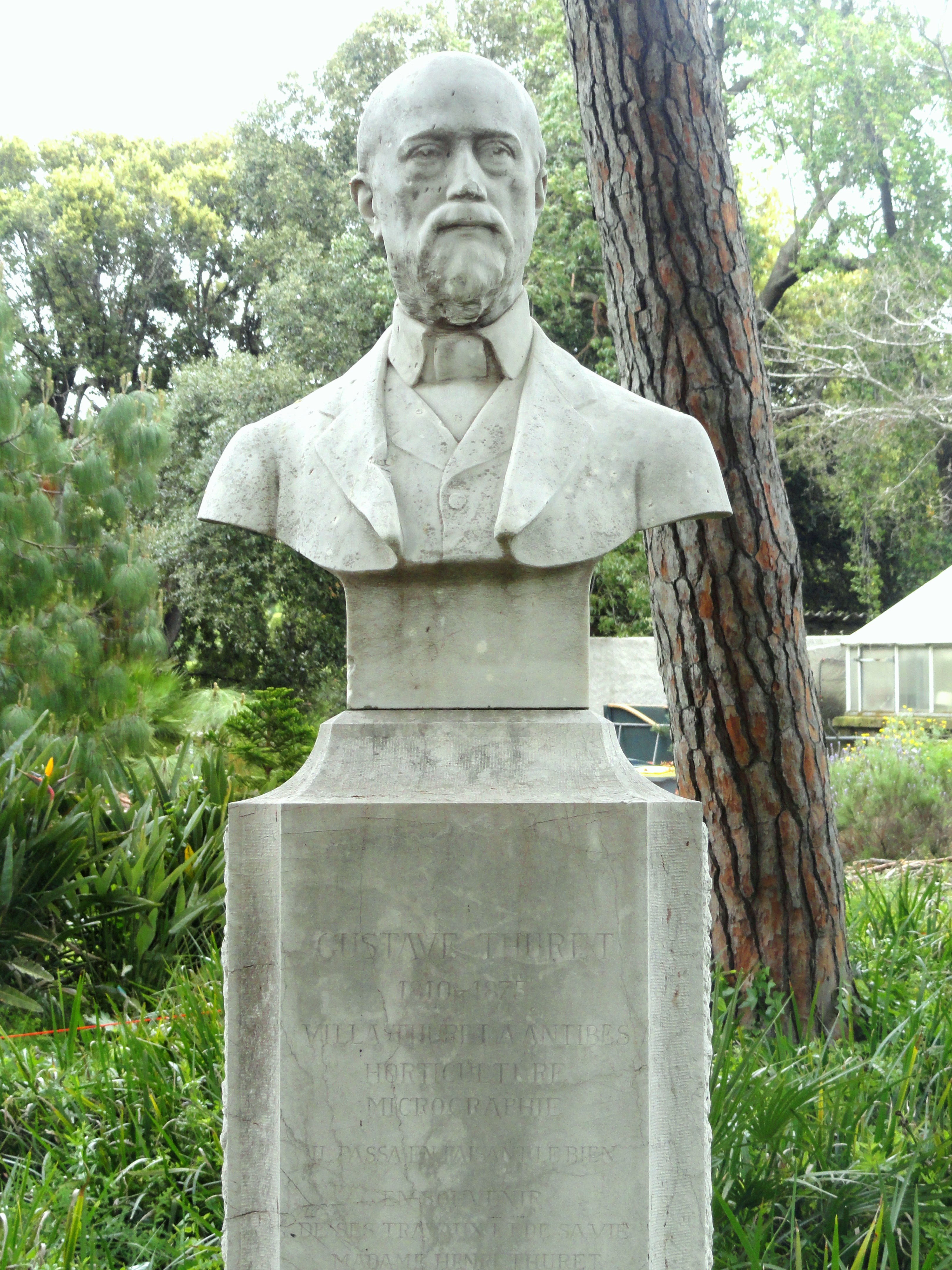